# Zanthoxylum paulae
Zanthoxylum paulae är en vinruteväxtart som först beskrevs av De Albuquerque, och fick sitt nu gällande namn av Alma May Waterman. Zanthoxylum paulae ingår i släktet Zanthoxylum och familjen vinruteväxter. Inga underarter finns listade i Catalogue of Life.